# Juan Téllez-Girón y Enríquez de Ribera
Juan Tellez-Girón y Enriquez de Ribera (Peñafiel, 15 de noviembre de 1597- Palermo, 12 de octubre de 1656), cuarto duque de Osuna, fue un aristócrata y militar español. Al igual que lo fuera su padre, Pedro Téllez-Girón y Velasco, fue virrey de Sicilia, aunque por solo un año antes de su muerte.

## Biografía
Era hijo del duque de Osuna, medio hermano de su hijo ilegítimo Pedro Téllez-Girón (nacido en 1607). Su madre era Catalina Enríquez de Ribera y Cortés, nieta del conquistador Hernán Cortés. El 11 de diciembre de 1617 se casó con Isabel Raimunda de Sandoval y Padilla, hija de Cristóbal de Sandoval, duque de Uceda, que a su vez era hijo del valido real de Felipe III, Francisco de Sandoval, duque de Lerma. Poco después la pareja llegó a Nápoles en un fastuoso desfile naval en las galeras de su padre, gobernadas por su hombre de confianza Octavio de Aragón.
Juan e Isabel, que murieron con dos años de diferencia, tuvieron dos hijos: Pedro Baltasar Téllez-Girón, nacido en abril de 1624 y muerto de infante, y Gaspar Téllez-Girón y Sandoval, futuro quinto duque de Osuna.